# Роу (Нью-Мексико)
Роу (англ. Rowe) — переписна місцевість (CDP) в США, в окрузі Сан-Мігель штату Нью-Мексико. Населення — 304 особи (2020).

## Географія
Роу розташований за координатами 35°29′32″ пн. ш. 105°40′18″ зх. д. / 35.49222° пн. ш. 105.67167° зх. д. (35.492253, -105.671569).  За даними Бюро перепису населення США в 2010 році переписна місцевість мала площу 15,85 км², уся площа — суходіл.

## Демографія
Згідно з переписом 2010 року, у переписній місцевості мешкало 415 осіб у 152 домогосподарствах у складі 117 родин. Густота населення становила 26 осіб/км².  Було 179 помешкань (11/км²).
Расовий склад населення:
| - 66,7 % — білих - 2,7 % — корінних американців - 1,2 % — чорних або афроамериканців - 26,3 % — осіб інших рас |

До двох чи більше рас належало 3,1 %. Частка іспаномовних становила 81,0 % від усіх жителів.
За віковим діапазоном населення розподілялося таким чином: 25,3 % — особи молодші 18 років, 63,9 % — особи у віці 18—64 років, 10,8 % — особи у віці 65 років та старші. Медіана віку мешканця становила 39,5 року. На 100 осіб жіночої статі у переписній місцевості припадало 108,5 чоловіків;  на 100 жінок у віці від 18 років та старших — 102,6 чоловіків також старших 18 років.
За межею бідності перебувало 27,4 % осіб, у тому числі 100,0 % дітей у віці до 18 років та 30,8 % осіб у віці 65 років та старших.
Цивільне працевлаштоване населення становило 151 осіб. Основні галузі зайнятості: освіта, охорона здоров'я та соціальна допомога — 41,1 %, роздрібна торгівля — 25,2 %, публічна адміністрація — 19,9 %.